# Calvera (estrela)
Calvera é o nome popular de uma estrela de nêutrons situada na constelação da Ursa Menor.

## Nomenclatura
Formalmente denominada 1RXS J141256.0+792204, é uma fonte de raios X listada no catálogo do telescópio ROSAT. O nome Calvera é uma homenagem ao bandido do filme Sete Homens e um Destino. Calvera é provavelmente, a estrela de nêutrons mais próxima da Terra.